# Legnica
Legnica (pronunție în poloneză [lɛɡˈɲit͡sa] ⓘ; în germană Liegnitz) este un municipiu situat pe râul Kaczawa, în voievodatul Silezia Inferioară, Polonia.
Se află lângă Kaczawa, la o altitudine de 113 m deasupra nivelului mării. Are o suprafață de 56,29 km². Populația este de 94.878 locuitori, determinată în 31 martie 2021, prin recensământul polonez din 2021[*].

## Istoric
În anul 1241, în cursul marii invazii mongole, ducele Henric al II-lea cel Pios a fost înfrânt și ucis în bătălia de la Liegnitz.

## Personalități născute aici
- Anna Dymna (n. 1951), actriță armeană.